# Steven Bergwijn
Steven Charles Bergwijn, född 8 oktober 1997, är en nederländsk fotbollsspelare som spelar för Ittihad.

## Klubbkarriär
Den 29 januari 2020 värvades Bergwijn av Tottenham Hotspur, där han skrev på ett 5,5-årskontrakt. Bergwijn debuterade i Premier League och gjorde ett mål den 2 februari 2020 i en 2–0-vinst över Manchester City.
Den 8 juli 2022 värvades Bergwijn av Ajax, där han skrev på ett femårskontrakt. Affären landade på 335 miljoner kronor. Det är den dyraste övergången i ligahistorien och slog därmed det tidigare rekordet, som var när Ajax köpte Sébastien Haller för 226 miljoner kronor i januari 2021.

## Landslagskarriär
Bergwijn debuterade för Nederländernas landslag den 13 oktober 2018 i en 3–0-vinst över Tyskland.

## Meriter
PSV
- Eredivisie: 2014/2015, 2015/2016, 2017/2018
- Johan Cruijff Schaal: 2016